# Pitcairnia sordida
Espèce
Classification phylogénétique
Pitcairnia sordida est une espèce de plantes de la famille des Bromeliaceae, endémique du Mexique.